# Protagoras
Protagoras (grekiska Πρωταγόρας), född cirka 481 f.Kr. i Abdera, Thrakien, död 420 f.Kr., var en grekisk filosof och retoriker som räknas till försokratikerna, trots att han var samtida med Sokrates.
Protagoras beskrivs ofta som en av Greklands första humanister. Hans syn på språket och på verkligheten fungerade som ett försvar för demokratin och den öppna debatten. Platon tillskriver Protagoras relativism och använder sina föregångares läror som skärm till hans eget åtagande för objektiva och transcendenta verkligheter och värden. Platon tillskriver också Protagoras en tidig form av fenomenologi.
Protagoras hävdar att människan inte kan finna några säkra svar, det vill säga att han företräder skepticismen, och ägnade sig åt människan och hennes plats i samhället. Rätt och fel, ont och gott måste alltid värderas i förhållande till människans behov. Det som är sant för en människa behöver inte vara sant för någon annan. Varje åsikt är lika mycket värd och lika sann, men det finns några som är ”bättre” än andra och han ser det som sin uppgift som sofist att hjälpa människorna att nå de bästa åsikterna i politiska och moraliska frågor. Sofisterna ansåg att det inte finns några grundläggande normer för vad som är rätt eller fel, men vissa saker är skadliga och andra gynnsamma för människor och stater, och det är upp till de visa att vägleda människorna så att de håller de gynnsamma sakerna för goda och rättvisa. De var kritiska mot absoluta sanningar och Protagoras har därför haft åsikter om vetenskaplig metod.

## Inflytande
Protagoras anses av en del ha varit den förste sofisten. Han anlände förmodligen till Aten runt år 450 f.Kr., mer än 20 år före Gorgias, en annan känd sofist. Protagoras var aktiv i Aten i mer än 40 år, och nådde under denna period inflytande, berömmelse och rikedom. Vissa menar att han var den mest kända och inflytelserika sofisten. Han var till exempel rådgivare åt den politiske talaren Perikles, den mäktigaste statsmannen i Aten. Han fick till och med biträda Perikles med att stifta lagar.
Protagoras ryktbarhet var sådan att han liksom andra kända sofister kunde ta ut enorma arvoden för att lära ut sina retoriska färdigheter. Vissa menar att Protagoras var först med att ta ut avgifter för att hålla föreläsningar. Detta förfarande stred mot traditionerna i Aten och stack således i ögonen på folk, men det avskräckte inte rika unga män som sägs ha flockats när Protagoras höll föredrag.

## Livsgärning
Protagoras mest berömda uttalande är: "Människan är alltings mått, för de ting som är att de är och för de ting som inte är att de inte är." Satsen är även känd under den latinska termen homo mensura. Citatet finns återgivet i Platons Theaitetos, sektion 152a. Likt många fragment ur försokratisk filosofi har denna fras förmedlats till oss utan sammanhang och dess betydelse är öppen för tolkning. Tolkningen beror på om grekiska hōs skall översättas som "hur" eller "att". Menade Protagoras att människan är måttet på hur alla ting är (essens) eller måttet som avgör att alla ting existerar? Den amerikanske forskaren Edward Schiappa förespråkar den senare tolkningen. En vanlig tolkning är att Protagoras menade att det är människorna och inte gudarna eller filosoferna som bestämmer vad som är sant och inte sant. Om en person tycker att vindarna är kalla och en annan att de är varma så betyder inte det att en av dem har fel. Vindarna kan vara kalla för en person och varma för en annan. Sanningen är med andra ord relativ. Den är inte objektiv utan subjektiv och den skiljer sig åt mellan människor.
Det andra uttalandet från Protagoras brukar kallas dissoi logoi. "Det finns två ord (dissoi logoi) om alla saker, motsatta varandra." Tolkningen beror på betydelsen av logoi, som kan betyda ord, tankar, redogörelser, en version från ett visst perspektiv. Den andra tolkningssvårigheten ligger i betydelsen av pragmata, sak, rättssak, frågeställning, ärende. Protagoras menade att det i varje mänsklig frågeställning alltid finns en motsatt uppfattning mot det som den ena sidan hävdade och att denna avvikande åsikt var värd att undersökas, om inte annat så för att kunna bemöta den.
Eftersom den absoluta sanningen, enligt Protagoras, inte finns tillgänglig för människan skall man istället sträva efter att i varje fall finna det som är mest sannolikt. Det gör man genom att argumentera från mer än en sida av saker och ting. Alltså via motsatta argument, dissoi logoi. Han gick så långt som till att säga att man då bör sträva efter att få den svagare sidan att framstå som den starkaste. Intellektuellt var syftet naturligtvis att uppmuntra utforskandet av alla möjliga sidor av en fråga. Endast ett argument som blivit testat och stått emot motstående argument var hållbart. Protagoras var den första som lärde ut denna metod, som alltså kom att bli karakteristisk för sofisterna. Han var också den förste att anordna debattävlingar.
Protagoras var agnostiker, vilket stämmer väl med hans syn på sanningen. Ett känt citat från honom lyder: "Om gudarna förmår jag inte säga, vare sig att de är eller att de inte är. Ty mycket finns som hindrar att veta, både deras fördoldhet och människolivets korthet".